# 脆紅菇
脆紅菇（學名：Russula fragilis），俗稱脆弱脆褶（fragile brittlegill），是一種擔子菌門真菌，隸屬於俗稱脆褶（Brittlegill）的紅菇屬。這種真菌體形細小，顏色多變，不可供食用，並且常在混交和樹林中出現。這種真菌廣泛地分佈於亞洲、歐洲和北美洲。

## 分類
脆紅菇最早是由南非真菌學家克里斯蒂安·亨德里克·珀森於1801年描述的，其學名為脆傘菌（Agaricus fragilis）。後來，瑞典真菌學家伊利阿斯·马格努斯·弗里斯於1838年將其改為現名。其學名中的源自拉丁文，意思是「脆弱的」，指的是其脆弱的結構。

## 描述
脆紅菇的菌蓋直徑約為2–5厘米（0.8–2英寸），其顏色多變，通常是暗紫色，中央部份呈黑色。除了暗紫色，其顏色也可能是不同深淺的橄欖綠色、紫色或粉紅色，甚至是淺黃色。其顏色往往隨著年齡增加而迅速消退，並且可以變得非常蒼白。起初，其菌蓋呈凸面狀，但隨著年齡增加會變成扁平狀。其菌蓋邊緣通常會隨著年齡增加而變得繃緊。其菌柄呈白色，長度比菌蓋的直徑長，並且呈四方柱體狀。其菌褶是連生的，因此其孢子印也是白色的。這些菌褶的邊緣上有著獨特的刻痕或缺口，並且能僅以放大鏡便能觀察得到，令到人們能輕易分辨出這種真菌。其菌肉呈白色，味道非常辛辣，並且有著果香氣味。
樺林紅菇（Russula betularum）與脆紅菇外觀相似，但經常依附著樺木生長。另外，樺林紅菇的菌褶邊緣也沒有獨特的刻痕或缺口。

## 分佈及生境
脆紅菇主要於夏末到秋季期間出現，並且通常是以一小群的形式出現。這種真菌廣泛地分佈於亞洲、歐洲和北美洲的北部溫帶，並且是以外生菌根的形式在多種樹木下生長，其中包括樺木和橡樹。

## 可食性
脆紅菇有着非常辛辣的味道，因此並不可供食用。很多類似的紅菇屬真菌在生吃時甚至是有毒的。進食有毒紅菇屬真菌在後的症狀主要是與胃腸道有關的：腹瀉、嘔吐和腹部絞痛。雖然辣紅菇的有毒成份仍然未知，但真菌學家們指出有毒成份很可能是有毒紅菇獨有的倍半萜。